# Quizás (Enrique Iglesias-album)
A Quizás (magyarul: Talán, Meglehet) Enrique Iglesias hatodik nagylemeze, amit 2002-ben spanyolul rögzítettek.

## Az album készítése
Maga Enrique volt az albumon lévő összes dal szerzője vagy társszerzője, valamint társ-producere. Kivétel a Tres Palabras című dal, melynek eredetije, a "la Chica De Ayer" egy Nacha Pop szerzemény. Szintén Enrique az album exkluzív producere, és az egyik legjobb barátja, Andres Restrepo. A címadó dal Enrique és az apja közötti feszült kapcsolatról szól. Az album 2002. szeptember 17-én került a lemezárusok polcára.

## Az album sikerei
A Quizás elsőként debütált a Billboard Latin listán, valamint 12. helyen a Billboard 200 listán. Öt év alatt ez volt a leggyorsabban eladott spanyol album, és a legmagasabb pozíciót kiküzdő spanyol korong. Az összes három kislemez a Billboard's Top Latin Songs Chart-on a legfelsőkig küzdötte magát. Spanyolországban az első kislemez, a "Mentiroso" nem került megjelentetésre. A "La Chica De Ayer" című kislemez felülmúlta a többi korongot. Az album ezek mellett, természetesen még betört az angliai listákra is, és elérte a legmagasabb pozíciókat a Latin országokban is. Argentínában és Mexikóban platina is lett.

## Dallista
1. Tres palabras („Három szó”) – 4:23
2. Para qué la vida („Minek az élet”) – 4:05
3. La chica de ayer („A tegnapi lány”) – 3:58
4. Mentiroso („Hazug”) – 3:55
5. Quizás („Talán”)– 4:11
6. Pienso en ti („Rád gondolok”) – 4:18
7. Marta – („Márta”) 4:23
8. Suéltame las riendas (kb. „Szabadíts meg a gátlásoktól”) – 3:55
9. Mamacita – („Anyucika”) 4:52
10. Mentiroso (Versión mariachi) („Hazug” [Mariachi verzió]) – 3:51
11. No apagues la luz („Ne kapcsold le a villanyt”)– 3:49

## Helyezések
| Lista                         | Csúcshelyezés |
| ----------------------------- | ------------- |
| U.S. Billboard 200            | 12            |
| US Billboard Top Latin Albums | 1             |
| US Billboard Latin Pop Albums | 1             |
| Mexican Top 100 Albums Chart  | 1             |
| Swiss Albums Top 100          | 41            |
| Swedish Top 60 Albums Chart   | 15            |
| Spanish Top 100 Albums Chart  | 1             |